# واقواقيات الشكل
واقواقيات الشكل (الاسم العلمي: Cuculimorphae ) هي طبقة من الطيور تتبع صنف الطيور الحديثة من طائفة الطيور.

## رتب
- واقواقيات
- خلفيات القنزعة